# 590269 Steinberger
590269 Steinberger è un asteroide della fascia principale esterna. Scoperto nel 2011, presenta un'orbita caratterizzata da un semiasse maggiore pari a 2,845665 UA e da un'eccentricità di 0,120692, inclinata di 13,100120° rispetto all'eclittica.